# 中村ケイ
中村 ケイ（なかむら ケイ）は、日本の人形作家、ぬいぐるみ作家、造形作家。ディスプレイ制作、バックなどの小物製作も手がけている。

## 経歴
セツ・モードセミナー在学中に校長である長澤セツにすすめられて、人形創りを始める。アニマルメジャーなどが人気商品になった。グリコ乳業「育児応援隊」の5種類のキャラクターを製作。